# میرزا رحیم سامت
رحیم سامت (۶ ربیع‌الثانی ۱۳۲۱ هجری قمری قزوین – ۷ ذیقعده ۱۴۲۰ هجری قمری قزوین) معروف به آقا میرزا رحیم سامت قزوینی از فقها و علمای معاصر شیعه و مشهور به شیخ العلمای شهر قزوین بود.

## زندگی
میرزا رحیم سامت در ششم ربیع‌الثانی سال ۱۳۲۱ در خانواده‌ای از عالمان دینی به دنیا آمد. وی فرزند میرزا حسن بود که او نیز از نوادگان مولا رفیع الدین محمد واعظ قزوینی صاحب کتاب ابواب الجنان به‌شمار می‌رود. ایشان پس از پایان سیکل اول دبیرستان چون در قزوین آن روزگار دبیرستانی که سیکل دوم را به واجدین شرایط بیاموزد وجود نداشت مشغول به کار شد و معاونت مدرسه دیانت را پذیرفت. اشتیاق به تحصیل علوم دینی او را به حوزه علمیه کشید و مقدمات و بخش‌هایی از معقول و منقول را نزد استادان حوزه قزوین فرا گرفت. آنگاه به حوزه قم و سپس جهت تکمیل دانش خود به اصفهان عزیمت نمود و پس از پنج سال رحل اقامت در نجف اشرف افکند و مدت ده سال در محضر استادان بزرگ حوزه نجف به شاگردی پرداخت. در سال ۱۳۶۲ قمری به قزوین بازگشت و حدود پنجاه سال ریاست حوزه قزوین را به عهده داشت.

## استادان
1. حاج شیخ یحیی مفیدی
2. سید موسی زرآبادی
3. سید مهدی درچه ای
4. سید محمد نجف آبادی
5. حاج آقا رحیم ارباب
6. شیخ حسن نویسی
7. میرزای همدانی
8. سید محمد حجت کوه کمری
9. سید ابوالحسن اصفهانی
10. محمد حسین نائینی
11. محمدحسین غروی اصفهانی
12. ضیاءالدین عراقی
13. حاج میرزا ابوالحسن مشکینی
14. محمد رضا آل یاسین
15. محمدکاظم شیرازی

## تالیفات
- تقریرات مباحث درس خارج فقه آقاسید ابوالحسن اصفهانی
- تقریرات کامل دروس خارج اصول فقه آقا ضیاءالدین عراقی
- تقریرات مباحث درس خارج فقه آقا ضیاءالدین عراقی
- تقریرات مباحث درس خارج فقه میرزا حسین نائینی
- تقریرات مباحث درس خارج فقه میرزا ابوالحسن مشکینی
- تقریرات مباحث درس خارج اصول فقه میرزا ابوالحسن مشکینی

## درگذشت
میرزا رحیم سامت در هفتم ذیقعده سال ۱۴۲۰ هجری قمری مطابق ۲۴ بهمن ۱۳۷۸ در قزوین چشم از جهان فروبست و در امامزاده حسین بن علی ابن موسی الرضا به خاک سپرده شد.